# 香港領事機構列表

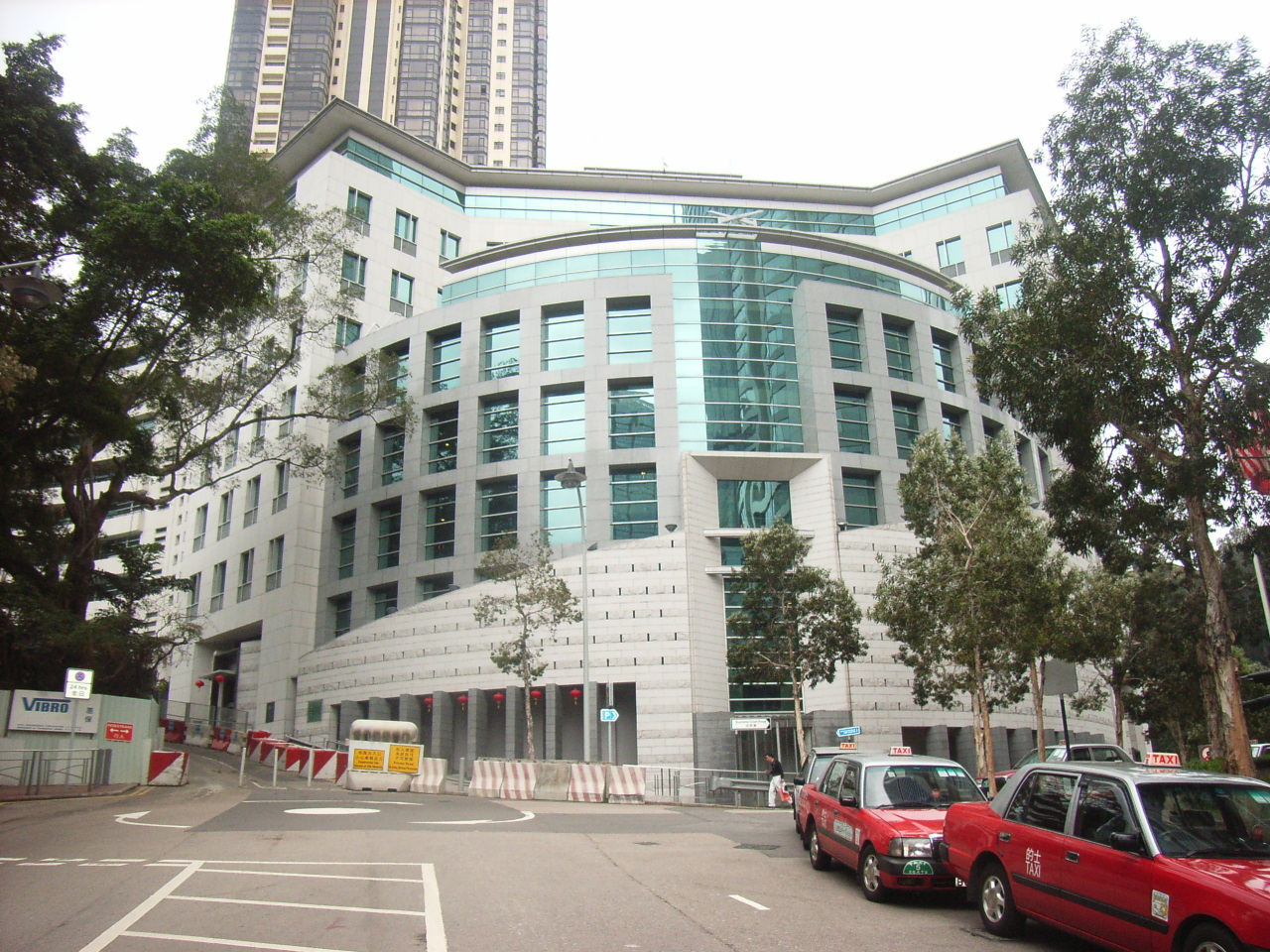
英國駐港總領事館位於金鐘法院道1號

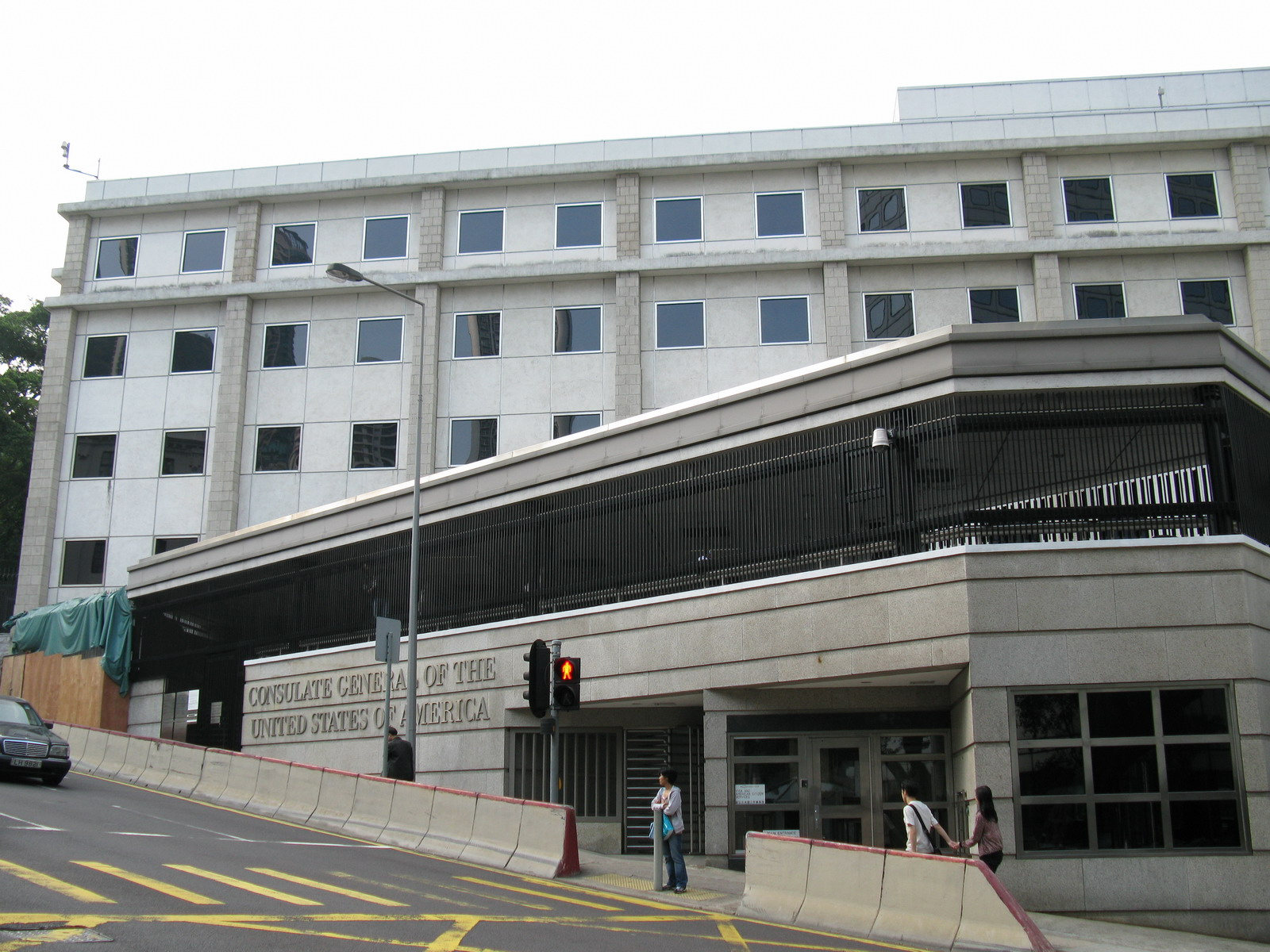
美國駐港總領事館位於中環花園道26號

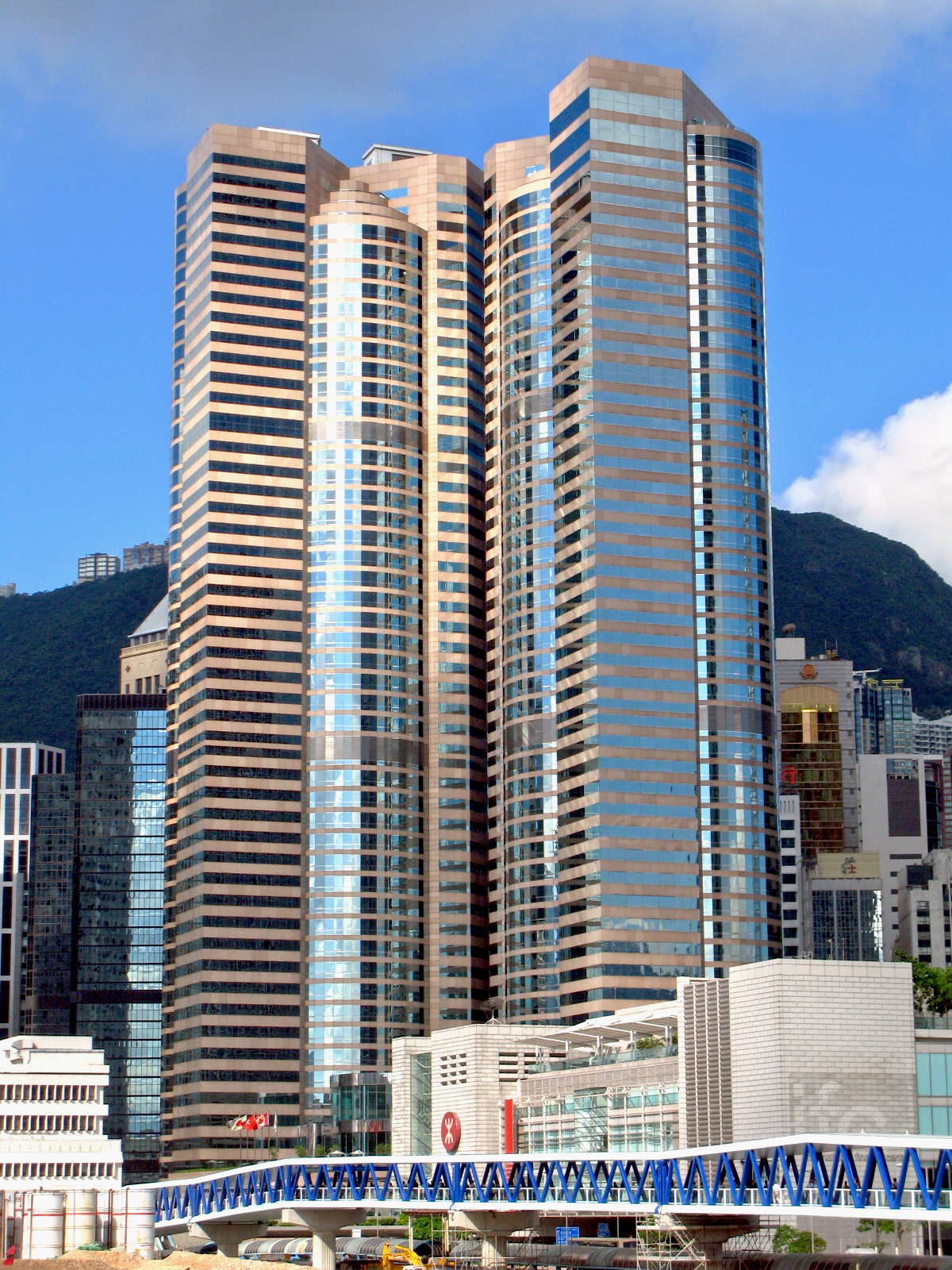
加拿大、日本及波兰駐港總領事館均位於中環交易廣場

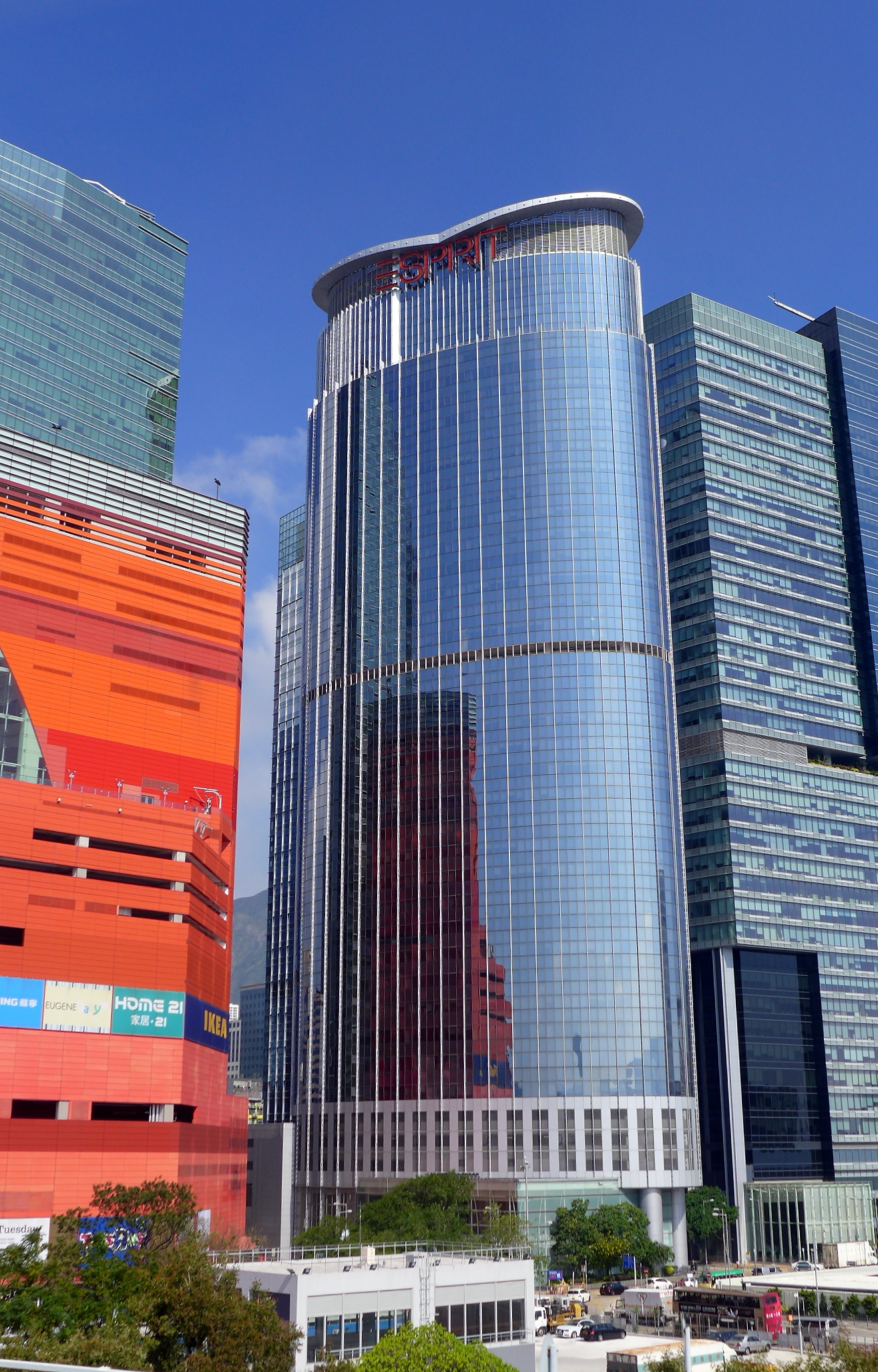
智利駐港總領事館位於九龍灣企業廣場

駐香港領事機構目前共有122個，其中有62個總領事館、52個名譽領事館和8個國際認可機構。
大部份總領事館位於香港島的心臟地帶，例如上環、中環、金鐘、灣仔及銅鑼灣。現時只有柬埔寨、尼泊爾駐港總領事館位於九龍的尖沙咀，以及智利駐港總領事館位於九龍灣。
在駐港的領事機構當中，有60個總領事館及17個名譽領事館領區包括澳門。同時，1個駐澳門總領事館（葡萄牙駐澳門總領事館）領區包括香港。

## 香港的特殊地位
鑑於香港為中華人民共和國管轄下的特別行政區，以及香港在國際經濟中的重要地位，部份国家駐港總領事館在其国内擁有大使館的地位，包括：
- 巴西[2]
- 日本[3]
- 菲律賓[4]
- 加拿大[5]
- 英國[6]
- 美國[7]

有別於駐一般中國城市的總領事館，部份駐港總領事館直屬該國的外交部，而並非北京境內的駐華大使館。包括︰
- 加拿大[5]
- 英國[6]
- 美國[8]

## 歷史
當香港仍是殖民地時期，香港總督是代表英國皇室及英國政府的地方行政首長，一切有關英國國籍的事宜交由布政司署保安科轄下的人民入境事務處處理。然而，有關英國的商務暨貿易工作就交由當時的英國商務專員公署負責。英國政府隨後宣佈，委任最後一任英國駐港高級商務專員鄺富劭在1997年7月1日起出任首位英國駐港總領事。
在中、英兩國在香港前途問題談判中，英國曾經建議在香港回歸後設立英國專員一職。但中方認為有關職位會被認為試圖為未來的香港特別行政區與英聯邦有成員國的關係，而被中國政府拒絕。
回歸前，香港作为英聯邦领土，以下國家會委派高級專員取代總領事一職。
- [13]
- [14]
- 加拿大[15]
- 新西兰[16]
- 印度[17]
- 马来西亚[18]
- 奈及利亞[19]
- 新加坡[20]

回歸後，其職位改稱為“駐港總領事”，其他以“專員”職銜的駐港領事機構負責人亦逐漸改稱總領事。然而，澳洲早於1986年已將澳洲高級專員公署易名為澳洲駐港總領事館。即使南非及巴基斯坦分別於於1994及1989年再度加入英聯邦後所有位於英聯邦國家內的大使館改稱高級專員公署，但其南非駐港總領事館當時并未跟隨。
香港回歸前，世界各國已經在香港設立龐大的領事機構。經與中國政府協商，中華人民共和國的建交國得以保留駐香港領事機構繼續運作。而中華人民共和國的部分非建交國與中國政府達成協議，將駐港領事機構改為非官方性質的民間機構繼續運作，部分選擇關閉駐港領事機構。只有當時尚未與中華人民共和國正式建立外交關係的南非，由於總統曼德拉早已聲明將在1997年底與中華民國斷交，與中華人民共和國建交，兩國已經在商談建交細節。中國政府特批南非駐港總領事館在建交前繼續運作。
香港回歸中國後，往日被英國拒絕在香港設立總領事館的國家，如北韓，於2000年在香港華潤大廈設立總領事館。同時伊朗亦在香港設立總領事館，利用香港自由港的優勢，加強國際貿易往來。此外，部分原先與中華人民共和國沒有建交的國家，在建交後重新在香港設立總領事館。
不丹未與中華人民共和國及中華民國建立外交關係，但2000年在澳門獲准保留名譽領事和2004年獲准在香港委派名譽領事。

## 領事機構

### 總領事館
| 国家名称     | 領事轄區                 | 保留∕设立总领馆协议日期                    | 开馆时间       | 备注      |
| ------------ | ------------------------ | ------------------------------------------ | -------------- | --------- |
| 阿根廷       | 香港、澳门（扩领）       | 1997年1月31日、1999年6月17日               |                |           |
|              | 香港（可在澳门执行职务） | 1996年9月26日、1999年9月8日                |                |           |
| 奥地利       | 香港（可在澳门执行职务） | 1997年6月20日                              |                |           |
|              | 香港（可在澳门执行职务） | 1997年1月29日                              |                |           |
| 白俄羅斯     | 香港、澳门               | 2021年12月28日                             | 2023年5月4日   |           |
| 比利时       | 香港（可在澳门执行职务） | 1997年2月3日                               |                |           |
| 巴西         | 香港、澳门（扩领）       | 1996年11月8日、1999年12月15日              |                |           |
|              | 香港、澳门               | 2006年7月14日                              |                |           |
| 柬埔寨       | 香港、澳门（扩领）       | 1997年4月16日 1999年7月8日、2002年2月22日  |                | [ 註 1 ]  |
| 加拿大       | 香港（可在澳门执行职务） | 1996年9月19日                              |                |           |
| 智利         | 香港（可在澳门执行职务） | 1996年11月6日、1998年5月6日                |                |           |
| 哥伦比亚     | 香港（可在澳门执行职务） | 1996年10月21日、1999年12月17日             |                |           |
| 捷克         | 香港（可在澳门执行职务） | 1997年6月27日                              |                |           |
|              | 香港、澳门               | 2019年6月20日                              |                | [ 註 2 ]  |
| 埃及         | 香港、澳门（扩领）       | 1996年11月11日、2000年3月31日              |                |           |
| 芬兰         | 香港（可在澳门执行职务） | 1996年12月9日                              |                |           |
| 法國         | 香港（可在澳门执行职务） | 1997年5月15日                              |                |           |
| 德国         | 香港（可在澳门执行职务） | 1997年6月23日                              |                |           |
| 匈牙利       | 香港、澳门               | 1998年5月19日 2010年6月8日                 | 2013年11月14日 | [ 註 3 ]  |
| 印度         | 香港（可在澳门执行职务） | 1996年11月29日                             |                |           |
| 印度尼西亞   | 香港、澳门（扩领）       | 1996年12月6日、2008年3月17日               |                |           |
| 伊朗         | 香港、澳门（扩领）       | 1999年7月5日、2005年11月28日               |                |           |
| 爱尔兰       | 香港、澳门               | 1997年6月20日 2014年6月6日                 | 2015年9月18日  | [ 註 4 ]  |
| 以色列       | 香港（可在澳门执行职务） | 1997年2月4日                               |                |           |
| 義大利       | 香港（可在澳门执行职务） | 1997年6月5日                               |                |           |
| 日本         | 香港（可在澳门执行职务） | 1997年3月29日                              |                |           |
|              | 香港、澳门               | 1998年12月24日 2003年7月2日                |                | [ 註 5 ]  |
| 科威特       | 香港、澳门（扩领）       | 1999年6月30日、2007年2月27日               |                |           |
|              | 香港、澳门               | 1999年4月30日                              |                |           |
| 马来西亚     | 香港（可在澳门执行职务） | 1997年5月14日                              |                |           |
| 墨西哥       | 香港、澳门（扩领）       | 1996年11月22日、1999年10月29日             |                |           |
| 蒙古国       | 香港、澳门               | 1997年1月27日 2011年3月29日                | 2011年6月14日  | [ 註 6 ]  |
| 緬甸         | 香港、澳门（扩领）       | 1997年4月25日、2000年6月2日                |                |           |
| 尼泊尔       | 香港、澳门（扩领）       | 1997年5月20日、2001年2月6日                |                |           |
| 荷蘭         | 香港（可在澳门执行职务） | 1996年11月12日                             |                |           |
| 新西兰       | 香港（可在澳门执行职务） | 1997年1月22日                              |                |           |
| 奈及利亞     | 香港（可在澳门执行职务） | 1997年4月28日                              |                |           |
| 巴基斯坦     | 香港（可在澳门执行职务） | 1996年12月1日、1999年6月28日               |                |           |
| 巴拿马       | 香港、澳门               | 2018年11月9日                              | 2019年4月2日   | [ 註 7 ]  |
| 秘魯         | 香港、澳门（扩领）       | 1997年6月23日、1999年11月26日              |                |           |
| 菲律賓       | 香港                     | 1996年11月26日                             |                |           |
| 波蘭         | 香港（可在澳门执行职务） | 1997年5月19日                              |                |           |
|              | 香港、澳门               | 2013年7月10日                              |                |           |
|              | 香港（可在澳门执行职务） | 1997年4月24日                              |                |           |
| 羅馬尼亞     | 香港、澳门               | 2003年8月11日                              |                | [ 註 8 ]  |
| 俄羅斯       | 香港（可在澳门执行职务） | 1997年6月27日                              |                |           |
| 沙烏地阿拉伯 | 香港、澳门               | 1998年4月29日                              |                |           |
| 新加坡       | 香港、澳门（扩领）       | 1997年2月5日、2008年1月21日                |                |           |
| 南非         | 香港、澳门（扩领）       | 1997年12月30日、1999年6月7日               |                |           |
| 西班牙       | 香港（可在澳门执行职务） | 1997年6月18日                              |                |           |
| 瑞典         | 香港（可在澳门执行职务） | 1996年11月3日                              |                |           |
| 瑞士         | 香港（可在澳门执行职务） | 1997年4月11日                              |                |           |
| 泰國         | 香港（可在澳门执行职务） | 1997年4月2日                               |                |           |
| 土耳其       | 香港（可在澳门执行职务） | 1997年5月8日                               |                |           |
| 阿联酋       | 香港                     | 1998年10月29日                             |                |           |
| 英国         | 香港（可在澳门执行职务） | 1996年9月26日、1999年10月29日              | 1997年7月1日   |           |
| 美国         | 香港（可在澳门执行职务） | 1997年3月25日                              |                |           |
| 乌拉圭       | 香港、澳门（扩领）       | 1997年1月29日 2002年12月23日、2003年8月8日 | 2025年5月9日   | [ 註 9 ]  |
|              | 香港、澳门（扩领）       | 1997年1月9日 2015年9月29日、2020年9月4日   | 2017年2月27日  | [ 註 10 ] |
| 委內瑞拉     | 香港、澳门（扩领）       | 1996年11月13日、1999年10月11日             |                |           |
| 越南         | 香港、澳门（扩领）       | 1996年12月19日、2003年5月16日              |                |           |
| 辛巴威       | 香港、澳门               | 2008年5月31日                              |                |           |

### 名譽領事
| 国家名称         | 领区               | 保留/委派名誉领事协议日期                   | 备注      |
| ---------------- | ------------------ | ------------------------------------------- | --------- |
| 巴林             | 香港               | 2001年4月5日                                |           |
|                  | 香港               | 1997年4月30日                               |           |
|                  | 香港               | 1997年2月28日                               |           |
| 不丹             | 香港               | 2004年4月27日                               |           |
|                  | 香港               | 2006年3月10日                               |           |
|                  | 香港               | 2006年2月10日                               |           |
| 刚果共和国       | 香港               | 1997年2月26日                               |           |
|                  | 香港               | 2002年5月1日                                |           |
| 賽普勒斯         | 香港、澳门（扩领） | 1997年2月3日、2009年9月25日                 |           |
|                  | 香港               | 1997年1月22日                               |           |
| 赤道几内亚       | 香港               | 1997年4月8日                                |           |
|                  | 香港、澳门         | 2005年8月10日                               |           |
| 爱沙尼亚         | 香港               | 1998年12月11日                              |           |
| 衣索比亞         | 香港、澳门         | 2002年6月18日                               |           |
| 斐济             | 香港               | 1997年6月20日                               |           |
|                  | 香港               | 1997年5月5日                                |           |
| 格瑞那達         | 香港               | 2006年7月27日                               | [ 註 11 ] |
| 几内亚           | 香港               | 1997年5月5日                                |           |
| 冰島             | 香港、澳门（扩领） | 1996年12月17日、2009年9月14日               |           |
| 牙买加           | 香港               | 1997年5月29日                               |           |
|                  | 香港、澳门         | 2003年12月9日                               |           |
| 拉脫維亞         | 香港               | 2002年8月12日                               |           |
| 賴索托           | 香港               | 2001年9月5日                                |           |
| 列支敦斯登       | 香港               | 2012年6月20日                               |           |
| 立陶宛           | 香港、澳门（扩领） | 1997年5月29日、2008年9月3日                 |           |
| 盧森堡           | 香港               | 1997年4月23日                               |           |
| 馬爾地夫         | 香港、澳门（扩领） | 1997年4月15日、2009年5月21日                |           |
| 馬爾他           | 香港               | 1997年4月9日                                |           |
| 密克羅尼西亞聯邦 | 香港               | 2011年6月17日                               |           |
| 摩納哥           | 香港               | 1997年5月6日                                |           |
| 摩洛哥           | 香港、澳门（扩领） | 1996年12月25日、2011年6月2日                |           |
| 莫桑比克         | 香港               | 1997年5月7日                                |           |
| 纳米比亚         | 香港、澳门（扩领） | 1997年1月30日、2000年8月18日                |           |
| 尼日尔           | 香港               | 1999年3月1日                                |           |
| 挪威             | 香港、澳门         | 1997年2月5日 2003年9月10日                  | [ 註 12 ] |
| 阿曼             | 香港               | 1997年4月4日                                |           |
| 葡萄牙           | 香港               | 1996年12月17日 2005年1月7日                 | [ 註 13 ] |
| 卢旺达           | 香港、澳门         | 2000年7月26日                               |           |
| 萨摩亚           | 香港               | 1996年7月19日、1999年12月13日 2004年7月22日 | [ 註 14 ] |
| 圣马力诺         | 香港、澳门（扩领） | 2005年7月5日、2010年8月1日                  |           |
| 塞内加尔         | 香港               | 2009年6月17日                               | [ 註 15 ] |
| 塞舌尔           | 香港、澳门（扩领） | 1997年1月3日、2009年3月6日                  |           |
| 斯洛伐克         | 香港、澳门（扩领） | 1997年6月19日、2011年9月30日                |           |
| 斯洛維尼亞       | 香港、澳门（扩领） | 1997年6月20日、2006年1月12日                |           |
| 斯里蘭卡         | 香港、澳门（扩领） | 1997年5月21日、2004年8月4日                 |           |
| 苏丹             | 香港、澳门（扩领） | 2005年12月19日、2009年3月10日               |           |
| 苏里南           | 香港               | 1997年2月17日                               |           |
| 坦桑尼亚         | 香港               | 1998年4月8日                                |           |
|                  | 香港               | 2003年1月22日                               | [ 註 16 ] |
| 千里達及托巴哥   | 香港               | 1997年3月24日                               |           |
| 乌干达           | 香港               | 1999年1月8日                                |           |
| 葉門             | 香港               | 2005年10月24日                              |           |

## 暫時停止運作的領事機構

### 總領事館
| 国家名称 | 领区                     | 保留/设立总领馆协议日期       | 开馆时间 | 备注     |
| -------- | ------------------------ | ----------------------------- | -------- | -------- |
| 安哥拉   | 香港                     | 2005年6月28日                 |          | 暂时闭馆 |
| 保加利亚 | 香港                     | 1997年5月5日                  |          | 暂时闭馆 |
|          | 香港                     | 1997年3月21日                 |          | 暂时闭馆 |
| 希腊     | 香港（可在澳门执行职务） | 1997年3月18日、1999年11月18日 |          | 暂时闭馆 |

### 名譽領事
| 国家名称       | 领区               | 保留/委派名誉领事协议日期                  | 备注     |
| -------------- | ------------------ | ------------------------------------------ | -------- |
| 阿尔巴尼亚     | 香港               | 2003年11月4日                              | 暂时闭馆 |
| 巴哈马         | 香港               | 1997年6月23日 1999年1月15日 2008年12月23日 | 暂时闭馆 |
| 喀麦隆         | 香港               | 1997年6月2日                               | 暂时闭馆 |
| 中非           | 香港               | 2001年9月28日                              | 暂时闭馆 |
|                | 香港、澳门（扩领） | 1997年6月2日、2013年6月8日                 | 暂时闭馆 |
| 古巴           | 香港               | 1996年12月31日                             | 暂时闭馆 |
| 刚果民主共和国 | 香港               | 1999年12月29日                             | 暂时闭馆 |
| 加彭           | 香港               | 1996年8月22日                              | 暂时闭馆 |
| 约旦           | 香港               | 1997年2月3日                               | 暂时闭馆 |
| 马达加斯加     | 香港               | 1997年5月28日                              | 暂时闭馆 |
|                | 香港               | 1997年4月22日                              | 暂时闭馆 |
| 模里西斯       | 香港               | 1997年4月14日                              | 暂时闭馆 |
|                | 香港               | 1996年7月16日                              | 暂时闭馆 |
| 多哥           | 香港               | 1996年12月19日                             | 暂时闭馆 |
| 突尼西亞       | 香港               | 1997年5月2日                               | 暂时闭馆 |
| 乌克兰         | 香港               | 2003年8月20日                              | 暂时闭馆 |

## 達成協議，尚未開館

### 總領事館
| 国家名称       | 领区       | 保留/设立总领馆协议日期 | 开馆时间 | 备注     |
| -------------- | ---------- | ----------------------- | -------- | -------- |
| 安地卡及巴布達 | 香港、澳门 | 1998年6月19日           | -        | 尚未开馆 |
|                | 香港       | 2019年3月14日           | -        | 尚未开馆 |
| 多米尼克       | 香港       | 2014年8月8日            | -        | 尚未开馆 |

### 名譽領事
| 国家名称 | 领区 | 保留/委派名誉领事协议日期 | 备注     |
| -------- | ---- | ------------------------- | -------- |
| 利比里亚 | 香港 | 2004年9月7日              | 尚未开馆 |

## 駐香港國際認可機構
- 亞非法協（英语：Asian–African Legal Consultative Organization）香港區域仲裁中心
- 國際清算銀行亞太區辦事處
- 海牙國際私法會議亞太區域辦事處
- 國際金融公司東亞及太平洋地區辦事處及世界銀行東亞及太平洋地區私營發展部辦事處
- 國際貨幣基金組織香港特別行政區分處
- 國際調解院籌備辦公室
- 欧盟駐香港辦事處（兼駐澳門）
- 聯合國難民事務高級專員署香港辦事處（兼駐澳門）

## 駐澳門領事機構兼辖
| 国家名称 | 扩领至香港协议日期 | 备注      |
| -------- | ------------------ | --------- |
| 葡萄牙   | 2003年10月15日     | [ 註 23 ] |

## 已結束的領事服務
1997年香港回歸前，部分國家因與中華民國保持外交關係，而選擇關閉駐香港總領事館或名譽領事館，部分領事機構轉以民間機構身份繼續運作。1997年香港回歸後，部分國家因與中華民國建立或恢復外交關係，而關閉駐香港總領事館或名譽領事館。不过有部分国家与中华人民共和国建交或复交后，重新在香港设立駐香港總領事館或名譽領事館。

### 已恢復領事服務的國家
| 国家名称 | 等级       | 设立∕保留领事机构日期 | 协议∕结束日期 | 结束原因                   | 备注      |
| -------- | ---------- | --------------------- | ------------- | -------------------------- | --------- |
| 不丹     | 名誉领事馆 |                       | 1997年        | 与中华人民共和国无外交关系 |           |
| [ 34 ]   | 總領事館   |                       | 1997年6月27日 | 与中华民国政府保持外交关系 | [ 註 24 ] |
| 格瑞那達 | 名誉领事馆 |                       | 1997年6月30日 | 与中华民国政府保持外交关系 | [ 註 25 ] |
| 巴拿马   | 总领事馆   |                       | 1997年6月20日 | 与中华民国政府保持外交关系 | [ 註 26 ] |
| 塞内加尔 | 总领事馆   |                       | 1997年        | 与中华民国政府保持外交关系 | [ 註 27 ] |
|          | 名誉领事馆 |                       | 1997年6月5日  | 与中华民国政府保持外交关系 | [ 註 28 ] |

### 回歸後結束領事服務的國家
| 国家名称   | 等级       | 设立∕保留领事机构日期 | 协议∕结束日期  | 结束原因                               | 备注      |
| ---------- | ---------- | --------------------- | -------------- | -------------------------------------- | --------- |
|            | 总领事馆   | 1997年6月24日         | 2000年9月16日  | 佛得角裁撤领事机构，改在澳门设名誉领事 |           |
| 中非       | 名誉领事馆 |                       | 1997年         | 与中华民国政府保持外交关系             | [ 註 29 ] |
| 丹麦       | 总领事馆   | 1997年6月6日          | 2012年8月1日   | 丹麦裁撤领事机构                       |           |
|            | 总领事馆   | 1999年6月1日          | 2023年11月27日 | 朝鲜裁撤领事机构                       |           |
| 基里巴斯   | 名誉领事馆 | 1997年5月19日         | 2003年11月29日 | 与中华民国政府建交                     | [ 註 30 ] |
| 利比里亚   | 名誉领事馆 | 1997年3月31日         | 1997年10月9日  | 泰勒政府宣布承认两个中国               | [ 註 31 ] |
| 马绍尔群岛 | 名誉领事馆 | 1996年12月6日         | 1998年         | 与中华民国政府建交                     |           |

### 保留非官方機構的國家
| 国家名称       | 等级       | 设立∕保留领事机构日期 | 协议∕结束日期 | 结束原因                   | 备注      |
| -------------- | ---------- | --------------------- | ------------- | -------------------------- | --------- |
|                | 名誉领事馆 |                       | 1997年6月23日 | 与中华民国政府保持外交关系 | [ 註 32 ] |
| 圣基茨和尼维斯 | 總領事館   |                       | 1997年6月26日 | 与中华民国政府保持外交关系 | [ 註 33 ] |

### 未恢復領事服務的國家
| 国家名称 | 等级       | 设立∕保留领事机构日期 | 协议∕结束日期 | 结束原因                   | 备注      |
| -------- | ---------- | --------------------- | ------------- | -------------------------- | --------- |
| 玻利维亚 | 總領事館   | 1911年:97             | 1991年        | 玻利維亞裁撤領事機構       |           |
| [ 34 ]   | 总领事馆   |                       | 1996年        | 与中华民国政府保持外交关系 | [ 註 34 ] |
| 多米尼克 | 总领事馆   |                       | 1996年        | 与中华民国政府保持外交关系 | [ 註 35 ] |
| 薩爾瓦多 | 名誉领事馆 |                       | 1990年        | 与中华民国政府保持外交关系 | [ 註 36 ] |
| [ 122 ]  | 名誉领事馆 |                       | 1995年        | 与中华民国政府保持外交关系 | [ 註 37 ] |
| [ 123 ]  | 名誉领事馆 |                       | 1991年        | 与中华民国政府保持外交关系 |           |
| [ 24 ]   | 名誉领事馆 |                       | 1993年        | 与中华民国政府保持外交关系 | [ 註 38 ] |
| 瑙鲁     | 领事馆     |                       | 1989年        | 与中华民国政府保持外交关系 | [ 註 39 ] |
| 尼加拉瓜 | 名誉领事馆 |                       | 1996年        | 与中华民国政府保持外交关系 | [ 註 40 ] |
| 巴拉圭   | 总领事馆   |                       | 1997年6月7日  | 与中华民国政府保持外交关系 |           |
| 圣卢西亚 | 名誉领事馆 |                       | 1997年        | 与中华民国政府保持外交关系 |           |
| [ 125 ]  | 名誉领事馆 |                       | 1992年        | 与中华民国政府保持外交关系 |           |

### 已消失國家
| 国家名称   | 等级     | 设立∕保留领事机构日期 | 协议∕结束日期 | 结束原因     | 备注      |
| ---------- | -------- | --------------------- | ------------- | ------------ | --------- |
| 高棉共和國 | 總領事館 | 1970年                | 1975年        | 高棉政權滅亡 | [ 註 41 ] |
| 越南共和国 | 总领事馆 | 1954年                | 1975年5月6日  | 南越政權滅亡 | [ 註 42 ] |

## 未在香港建立領事服務的國家
以下國家與中華人民共和國有外交關係，到現時仍然未设立駐港代表機構，但已向有關方面申請設立領事館。
- 亞美尼亞[137]
- [138]
- 东帝汶[139]

以下國家與中華人民共和國有外交關係，但未设立駐港代表機構。
- 所罗门群岛

以下國家與中華民國維持外交關係，並未在香港設立過領事服務。
- 海地
- 帛琉

部分与中华民国維持外交關係的国家，则由驻其他国家的大使馆兼辖在香港事务：
- 巴拉圭（東京）[140]

## 與中華人民共和國中央人民政府關係

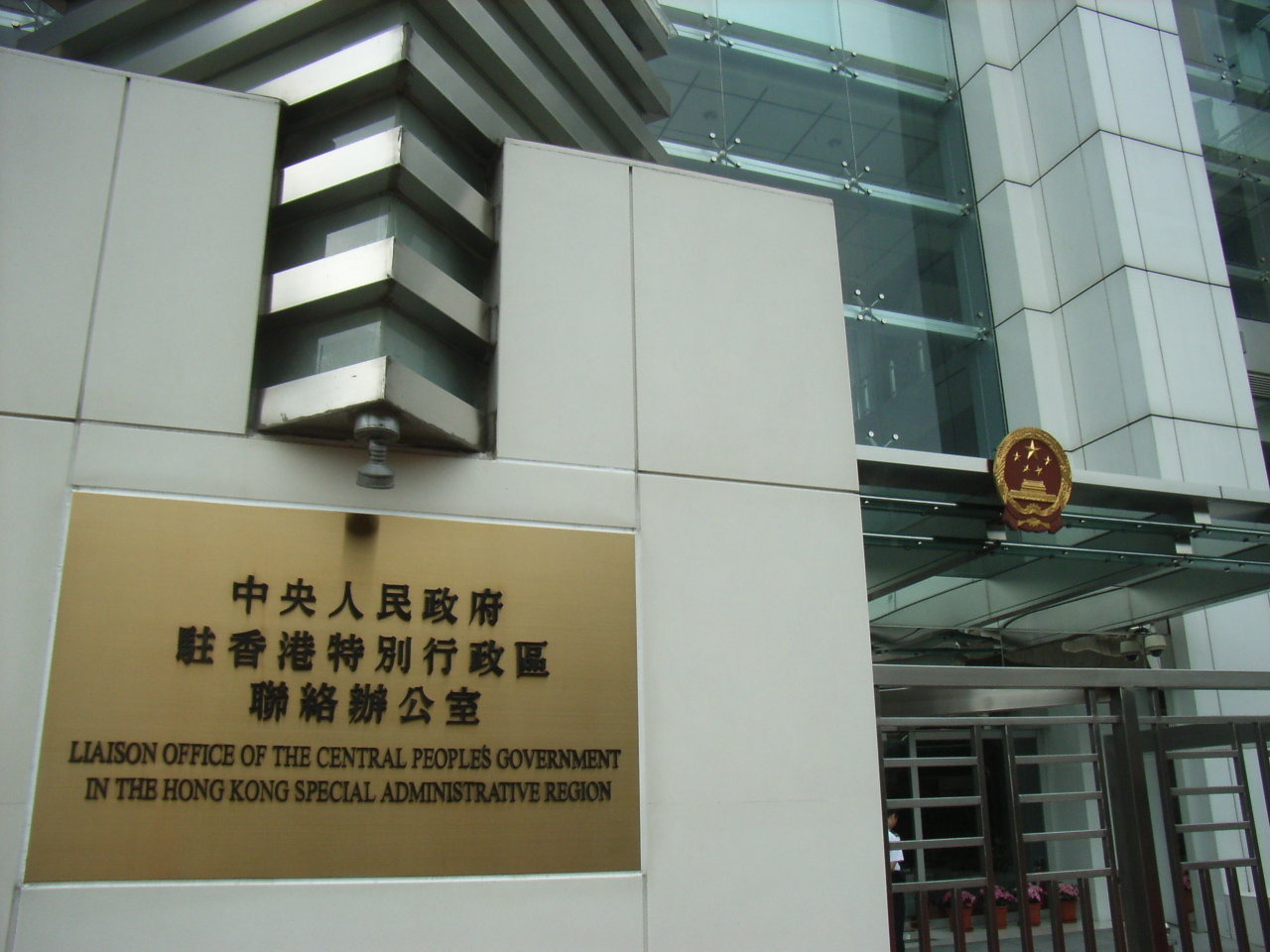
中央人民政府駐香港特別行政區聯絡辦公室

中國政府收回香港主權後設立中央人民政府駐香港特別行政區聯絡辦公室（簡稱中聯辦，新華社香港分社前身）及外交部駐港特派員。中聯辦為中央政府駐香港的常設代表；而外交部駐港特派員公署則負責香港的外交工作。

## 與中华民国的關係

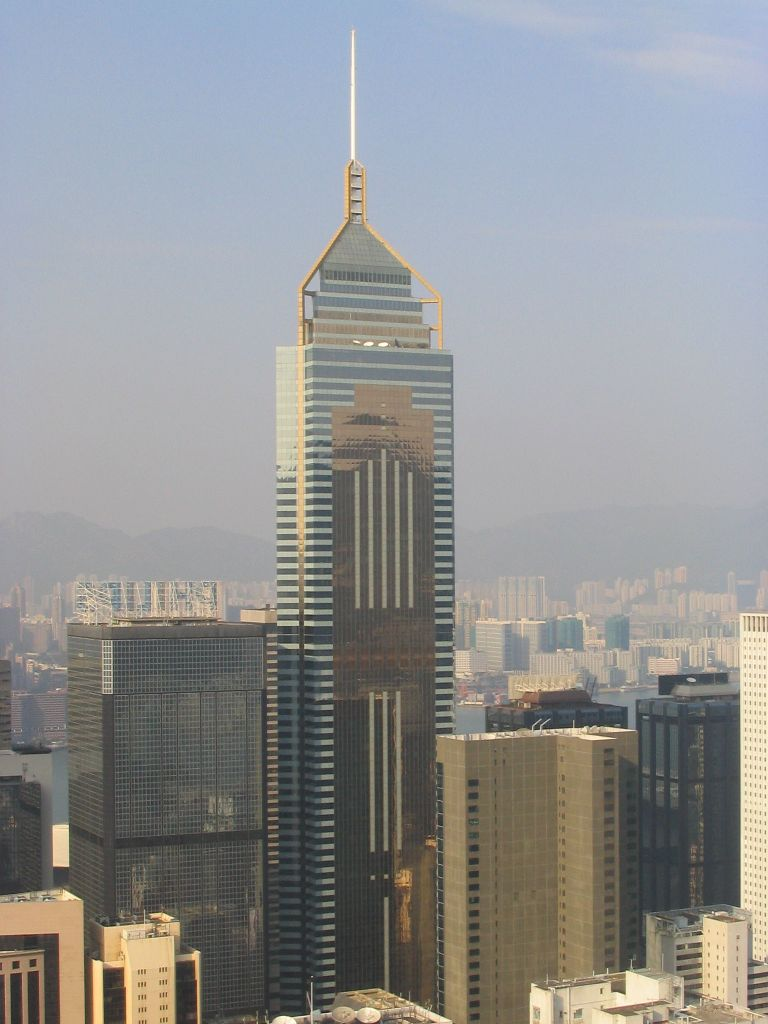
台北經濟文化代表處位於灣仔中環廣場49樓

前稱為中華旅行社的台北經濟文化代表處為中華民國官方駐港機構。

## 脚注
1. ↑  1997年香港回归时，柬埔寨保留驻香港领事馆。1999年，升格为总领事馆。
2. ↑  1997年7月1日香港回歸前，因香港仍然属于英国的殖民地。所以多米尼加曾经在香港开设多米尼加駐香港總領事館。1984年《中英联合声明》公布后，香港确定于1997年7月1日回归中国。因多米尼加與中華民國保持外交關係，未与中华人民共和国建交，而選擇關閉当时的駐香港總領事館。[34]。多米尼加駐香港總領事館改為“駐香港貿易發展辦事處”，以“多米尼加駐東京總領事館（日语：在東京ドミニカ共和国総領事館）”的名義履行領事職能，簽證簽發地填寫“東京”[35]。2018年，中華人民共和國與多米尼加建交後，多米尼加重新設立駐香港總領事館。[36]
3. ↑  匈牙利驻香港总领事馆于2009年8月31日临时闭馆[39]，2010年改派名誉领事，2013年11月14日重新开馆。
4. ↑  1997年香港回归时，爱尔兰保留驻香港名誉领事馆。2014年6月6日，中爱两国达成协议，爱尔兰设立驻香港总领事馆。2015年9月18日，总领事馆正式开馆。
5. ↑  1998年12月24日，中哈达成协议，哈萨克斯坦设立驻香港名誉领事馆。2003年7月2日，两国重新达成协议，哈萨克斯坦设立驻香港总领事馆。
6. ↑  1997年香港回归时，蒙古保留驻香港名誉领事馆。2011年3月29日，中蒙两国达成协议，蒙古设立驻香港总领事馆。6月14日，总领事馆正式开馆。
7. ↑  1997年7月1日香港回歸前，因香港仍然属于英国的殖民地。所以巴拿马曾经在香港开设巴拿马駐香港總領事館。1984年《中英联合声明》公布后，香港确定于1997年7月1日回归中国。因巴拿马與中華民國保持外交關係，未与中华人民共和国建交，而選擇關閉当时的駐香港總領事館。巴拿馬駐香港總領事館先後改為“駐香港經濟貿易臨時辦事處”和“駐香港經濟貿易辦事處”，以“巴拿馬駐菲律賓馬尼拉總領事館”的名義履行領事職能，簽證簽發地填寫“馬尼拉”[46][47]。2017年，中華人民共和國與巴拿馬建交後，巴拿馬重新在香港设立巴拿马駐香港總領事館。
8. ↑  罗马尼亚驻香港总领事馆于2006年12月19日临时闭馆[48]，不久后重新开馆。
9. ↑  1997年香港回归时，乌拉圭保留驻香港总领事馆。2002年6月20日，乌拉圭驻香港总领事馆闭馆[53]。同年12月，改派名誉领事。2025年5月9日，总领事馆重新开馆。
10. ↑  1997年香港回归时，瓦努阿图保留驻香港名誉领事馆。2015年9月29日，中瓦两国达成协议，瓦努阿图设立驻香港总领事馆。2017年2月27日，总领事馆正式开馆。
11. ↑  1997年7月1日香港回歸前，因香港仍然属于英国的殖民地。所以格林納達曾经在香港开设格林納達駐香港名譽領事館。1984年《中英联合声明》公布后，香港确定于1997年7月1日回归中国。因格林納達與中華民國保持外交關係，與中華人民共和國處於斷交狀態，而選擇關閉当时的駐香港名譽領事館。格林納達駐香港名譽領事館改為“格林納達貿易旅遊辦事處”，以“格林納達駐紐約總領事館”名義履行領事職能，簽證簽發地填寫“紐約”[61]。2005年，中華人民共和國與格林納達復交後，格林納達重新設立駐香港名譽領事館[62]。
12. ↑  1997年香港回归时，挪威保留驻香港总领事馆。2003年4月11日，挪威驻香港总领事馆闭馆[66]，并在闭馆期间开设驻港名誉领事馆。
13. ↑  1997年香港回归时，葡萄牙保留驻香港总领事馆。2003年9月30日，葡萄牙关闭驻香港总领事馆[68]。2005年1月7日，葡萄牙设立驻香港名誉领事馆，该馆由驻澳门总领事馆管辖。
14. ↑  1997年香港回归时，萨摩亚保留驻香港总领事馆。2001年6月30日，萨摩亚驻香港总领事馆闭馆[72]。2004年，改派名誉领事。
15. ↑  1997年7月1日香港回歸前，因香港仍然属于英国的殖民地。所以塞內加爾曾经在香港开设塞內加爾駐香港總領事館。1984年《中英联合声明》公布后，香港确定于1997年7月1日回归中国。因塞內加爾與中華民國保持外交關係，與中華人民共和國處於斷交狀態，而選擇關閉当时的駐香港總領事館。2005年，中華人民共和國與塞內加爾復交後，塞內加爾設立駐香港名譽領事館。
16. ↑  1997年7月1日香港回歸前，因香港仍然属于英国的殖民地。所以湯加曾经在香港开设湯加駐香港名譽領事館。1984年《中英联合声明》公布后，香港确定于1997年7月1日回归中国。因湯加與中華民國保持外交關係，未與中華人民共和國建交，而選擇關閉当时的駐香港名譽領事館。湯加駐香港名譽領事館改為“湯加貿易辦事處”，以“湯加駐舊金山總領事館”名義履行領事職能，簽證簽發地填寫“舊金山”[76]。1998年，中華人民共和國與湯加建交後，湯加重新設立駐香港名譽領事館。
17. ↑  2018年11月24日，安哥拉驻香港总领事馆暂时闭馆[79]。
18. ↑  2023年5月20日，希腊驻香港总领事馆暂时闭馆[84]。
19. ↑  1997年香港回归前，巴哈马在香港立已经设名誉领事馆。随着中华人民共和国与巴哈马两国于1997年5月23日建交，1997年6月23日，两国达成保留驻港名誉领事馆的协议。1999年1月15日，两国达成协议改设驻港总领事馆。2004年10月30日，巴哈马关闭驻香港总领事馆[88]。2008年12月23日，两国达成协议，在驻港总领事馆闭馆期间，巴哈马继续设立驻港名誉领事馆，后又再次关闭驻港名誉领事馆。
20. ↑  1997年7月1日香港回歸前，因香港仍然属于英国的殖民地。所以中非曾经在香港开设中非駐香港名譽領事館。1984年《中英联合声明》公布后，香港确定于1997年7月1日回归中国。因中非與中華民國保持外交關係，與中華人民共和國處於斷交狀態，而選擇關閉当时的駐香港名譽領事館。1998年，中華人民共和國與中非復交後，中非重新設立駐香港名譽領事館，後又再次關閉駐香港名譽領事館。
21. ↑  1997年7月1日香港回归前，因香港仍然属于英国的殖民地。所以多米尼克曾经在香港开设多米尼克驻香港总领事馆。1984年《中英联合声明》公布后，香港确定于1997年7月1日回归中国。因多米尼克与中华民国保持外交关系，未与中华人民共和国建交，而选择关闭当时的驻香港总领事馆。2004年，中华人民共和国与多米尼克建交后，中多两国达成在香港重新设立总领事馆的协议，但多米尼克政府至今尚未重新设立驻香港总领事馆。
22. ↑  1997年3月31日，中利两国达成协议，利比里亚保留驻香港名誉领事馆[106]。同年10月9日，因查爾斯·泰勒領導的利比里亞政府宣布承認兩個中國，所以與中華人民共和國断交，利比里亚驻香港名誉领事馆关闭。2003年10月12日，两国复交。后於2004年9月7日达成重新設立驻香港名譽領事館的协议。但利比里亞目前尚未重新設立驻香港名譽領事館。
23. ↑  葡萄牙駐香港總領事館於同年9月30日關閉。
24. ↑  多米尼加駐香港總領事館改為“駐香港貿易發展辦事處”，以“多米尼加駐東京總領事館（日语：在東京ドミニカ共和国総領事館）”的名義履行領事職能，簽證簽發地填寫“東京”。[35]。2018年，中華人民共和國與多米尼加建交後，多米尼加重新設立駐香港總領事館。
25. ↑  格林納達駐香港名譽領事館改為“格林納達貿易旅遊辦事處”，以“格林納達駐紐約總領事館”名義履行領事職能，簽證簽發地填寫“紐約”。[61]，中華人民共和國與格林納達復交後，格林納達重新設立駐香港名譽領事館[62]。
26. ↑  巴拿馬駐香港總領事館先後改為“駐香港經濟貿易臨時辦事處”和“駐香港經濟貿易辦事處”，以“巴拿馬駐菲律賓馬尼拉總領事館”的名義履行領事職能，簽證簽發地填寫“馬尼拉”。[46][47]。2017年，中華人民共和國與巴拿馬建交後，巴拿馬重新設立駐香港總領事館[45]。
27. ↑  2005年10月25日，塞内加尔政府宣布与中华民国断交，同日与中华人民共和国复交。2009年达成协议，塞内加尔设立驻香港名誉领事馆。
28. ↑  湯加駐香港名譽領事館改為“湯加貿易辦事處”，以“湯加駐舊金山總領事館”名義履行領事職能，簽證簽發地填寫“舊金山”。[76]中華人民共和國與湯加建交後，湯加重新設立駐香港名譽領事館。
29. ↑  1998年中華人民共和國與中非復交，2001年達成協議，中非重新設立駐香港名譽領事館，後又再次關閉駐香港名譽領事館。
30. ↑  1980年，中華人民共和國與基里巴斯建交。因此在香港回歸後，基里巴斯保留了在香港的名譽領事館。但後來基里巴斯於2003年11月5日與中華民國建交，因此同時與中華人民共和國斷交。駐香港的名譽領事館也也於2003年11月29日關閉。2019年9月27日，中華人民共和國與基里巴斯恢復外交關係。但基里巴斯目前尚未重新在香港設立領事機構。
31. ↑  1997年3月31日，中利两国达成协议，利比里亚保留驻香港名誉领事馆[106]。同年10月9日，因查尔斯·泰勒领导的利比里亚政府宣布承认两个中国，所以与中华人民共和国断交，利比里亚驻香港名誉领事馆关闭。2003年，中华人民共和国与利比里亚复交后，中利两国达成重新设立驻香港名誉领事馆的协议，但利比里亚政府至今尚未重新设立驻香港名誉领事馆。
32. ↑  伯利茲駐香港名譽領事館改為“伯利茲貿易辦事處”，以“伯利茲駐洛杉磯總領事館”名義履行領事職能，簽證簽發地填寫“洛杉磯”。[118]
33. ↑  聖基茨和尼維斯駐香港總領事館改為“聖基茨和尼維斯聯邦貿易辦事處”，以“聖基茨和尼維斯駐紐約總領事館”名義履行領事職能，簽證簽發地填寫“紐約”。[119]
34. ↑  2007年6月1日，哥斯达黎加政府与中华人民共和国建交，同月7日宣布与中华民国断交。但哥斯达黎加目前尚未重新在香港设立领事机构。
35. ↑  2004年3月23日，多米尼克政府与中华人民共和国建交，同月30日与中华民国断交，后中多两国达成重新设立驻香港总领事馆的协议。但多米尼克政府至今尚未重新设立驻香港总领事馆。
36. ↑  2018年8月21日，萨尔瓦多政府宣布与中华民国断交，同日与中华人民共和国建交。但萨尔瓦多目前尚未重新在香港设立领事机构。
37. ↑  2013年11月14日，冈比亚政府宣布与中华民国断交，2016年3月17日与中华人民共和国复交。但目前冈比亚尚未重新在香港设立领事机构。
38. ↑  2023年3月26日，洪都拉斯政府宣布与中华民国断交，同日与中华人民共和国建交。但目前洪都拉斯尚未重新在香港设立领事机构。
39. ↑  2002年7月21日，瑙鲁与中华人民共和国建交，2005年5月27日因与中华民国复交而断交。2024年1月15日，瑙鲁政府宣布与中华民国断交，同月24日与中华人民共和国复交。但瑙鲁目前并未重新在香港设立领事机构。
40. ↑  2021年12月10日，尼加拉瓜政府宣布与中华民国断交，同日与中华人民共和国复交。但尼加拉瓜目前并未重新在香港设立领事机构。
41. ↑  原稱「柬埔寨王國駐香港總領事館」，1970年10月9日高棉共和國成立後改稱「高棉共和國駐香港總領事館」。
42. ↑  原稱「越南國駐香港領事館」，1955年10月26日越南共和國成立後改稱「越南共和國駐香港領事館」[135]，1964年1月升格為總領事館。[136]

## 外部連結
- .   [2017-09-15].（英文） （中文）